# Madame Dubarry (1934)
Madame Dubarry ist ein US-amerikanisches Historiendrama aus dem Jahr 1934 von William Dieterle mit Dolores del Río in der Titelrolle. Weitere Hauptrollen der Produktion der Warner Bros. wurden mit Reginald Owen, Victor Jory und Osgood Perkins besetzt.

## Handlung
Nach dem Tod seiner Mätresse, Madame de Pompadour, hat Ludwig XV. von Frankreich nicht vor, sich erneut zu verlieben. Als der Herzog von Richelieu ihm jedoch Madame Du Barry vorstellt, verliebt er sich unsterblich in sie. Sie kommandiert ihn herum und bringt den Hof mit ihren extravaganten Forderungen in Rage. An einem heißen Sommertag verlangt sie eine Schlittenfahrt. Ludwigs Bedienstete beschaffen Unmengen von Zucker, um ihr zu ihrem Vergnügen „Schnee“ zu verhelfen. Nur der Herzog d’Aiguillon hat den Mut, diese Extravaganzen zu kritisieren, und erzählt Ludwig Geschichten über die Armut und Unruhen in Frankreich.

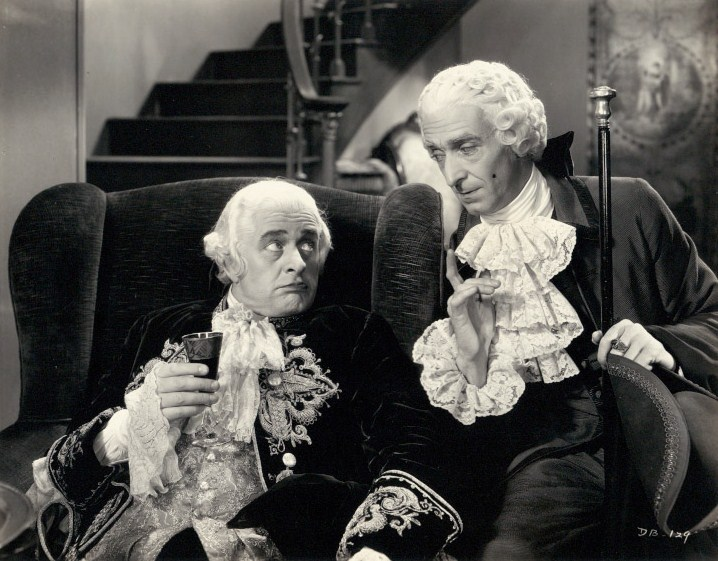
Szenenfoto mit Reginald Owen (l.) und Osgood Perkins (r.)

Der Herzog von Choiseul, der Premierminister Frankreichs, versucht Ludwig zu überzeugen, ein Bündnis mit Spanien gegen England zu schließen. Dubarry unterbricht Choiseuls Rede und verlangt, am Hof vorgestellt zu werden. Choiseuls Schwester, die Herzogin von Grammont, überredet die Töchter des Königs, jeder Adligen zu verbieten, Dubarry am Hof zu unterstützen. Als Richelieu eine betrunkene Herzogin findet, die als Patin der Prinzessinnen fungieren soll, lässt Choiseul Perücke und Kleid der Dubarry stehlen, die nun am Hof in ihrem Nachthemd erscheint. König Ludwig ist zu fassungslos, um zu handeln, aber d’Aiguillon bietet ihr seinen Arm an und gewinnt so eine Verbündete für seine Sache. Um sich zu rächen, lädt Dubarry Choiseul in ihr Zimmer ein und gibt bei der Ankunft des Königs vor, er habe sie angegriffen. Choiseul fällt in Ungnade, d’Aiguillon wird zum Premierminister ernannt, wodurch ein Krieg mit England abgewendet wird. Als Marie-Antoinette eintrifft, um den Dauphin zu heiraten, bittet Ludwig Dubarry, seinen Sohn aufzuklären. Dies führt zu einem Streit zwischen Dubarry und Marie-Antoinette, die fordert, dass Dubarry vom Hof ausgeschlossen wird. Der Streit verärgert Louis so sehr, dass er krank wird. Dubarry pflegt ihn während seiner Krankheit, wird jedoch in die Abtei Pont-aux-Dames verbannt, als er stirbt und der Dauphin König wird.

## Hintergrund
Gedreht wurde der Film vom 23. März bis zum 27. April 1934 in den Warner-Studios in Burbank.
Die Tänzerinnen von Albertina Rasch waren eine Leihgabe von Metro-Goldwyn-Mayer. Obwohl sie bereits 1934 eine tragende Rolle in dem Warner-Film Wonder Bar spielte, war dies Del Rios erste Hauptrolle für das Studio. Laut Pressemitteilungen wurde der Film auf eine schwarze Liste der katholischen Kirche gesetzt.
Am Set wurden Wachen postiert, um die Sammlung wertvoller Antiquitäten, Silber, Porzellan und Kunstgegenstände zu bewachen, die bei den Dreharbeiten verwendet wurden.
Jack Okey oblag die künstlerische Leitung. Orry-Kelly war für das Kostümbild zuständig. Henry Blanke arbeitete als Produktionsleiter, Leo F. Forbstein dirigierte das Vitaphone-Orchester.

## Veröffentlichung
Die Premiere des Films fand am 13. Oktober 1934 statt. 1935 kam er im Deutschen Reich in die Kinos. Im Österreich, ebenfalls ab 1935, wurde er unter den Titeln Die Courtisane des Königs und Die Courtisane von Versailles gezeigt.

## Kritiken
Andre Sennwald von der The New York Times befand, die Launen und Einfälle der Gräfin Dubarry werden in dem hübsch lackierten historischen Film im Sinne einer Komödie mit Anklängen an eine Schlafzimmerfarce behandelt. Als komische Darstellung des lüsternen Ludwigs und seiner bezaubernden Geliebten sei das neue Werk eher lebhaft als brillant.